# 마스카타역
마스카타역(일본어: 升形駅)은 일본 야마가타현 신조시에 위치한 동일본 여객철도 리쿠우사이 선의 철도역이다. 단선 승강장 1면 1선의 구조를 갖춘 지상역이다.

## 역 주변
- 국도 제458호선

## 역사
- 1913년 12월 7일 : 개업.
- 1986년 11월 1일 : 무인화.
- 1987년 4월 1일 : 일본국유철도 분할 민영화에 의해, 동일본 여객철도가 승계.
- 2000년 3월 : 현 역사 준공.

## 인접 역
| 동일본 여객철도 리쿠우사이 선 | 동일본 여객철도 리쿠우사이 선 | 동일본 여객철도 리쿠우사이 선     |
| ----------------------------- | ----------------------------- | --------------------------------- |
| 신조 신조 방면                | ■ 리쿠우사이 선               | 우젠젠나미 아마루메 · 사카타 방면 |